# 与倉知実
与倉 知実（よくら ともざね、生年不詳 - 1877年（明治10年）2月23日）は、江戸時代後期（幕末）の薩摩藩士。明治時代前期の陸軍軍人である。最終階級は陸軍中佐。通称は彦八。

## 経歴
薩摩･鹿児島藩の出身。
明治4年（1871年）7月に陸軍大尉、明治5年（1872年）8月に陸軍少佐（2番大隊長）、明治6年（1873年）2月に近衛歩兵第4大隊長を経たのち、明治8年（1875年）2月、陸軍中佐･歩兵第13連隊長となった。
明治9年（1875年）10月24日の神風連の乱では、自宅を神風連･中垣景澄ら8人の襲撃を受けるが、妻･鶴子の機転で馬丁を装ってその場を脱出した。その後は大兵営の歩兵第13連隊を率いて鎮圧をはかった。
しかし、明治10年（1877年）の西南戦争「段山（だにやま）の戦い」で被弾した。同じ日、鶴子は熊本城で女子を出産したが、与倉は翌日死去した。

## 家族
妻は鶴子で、宮崎出身の養嗣子に後の陸軍中将･与倉喜平がいる。